# Nội chiến Syria
Nội chiến Syria là một cuộc nội chiến đang diễn ra ở Syria bắt nguồn từ Cách mạng Syria vào tháng 3 năm 2011 khi hàng loạt các cuộc biểu tình phản đối Bashar al-Assad nổ ra như một phần của Mùa xuân Ả Rập. Sự đàn áp vũ lực của chế độ Assad châm ngòi cuộc nội chiến, đạt tới đỉnh điểm là sự sụp đổ của chế độ Assad vào tháng 12 năm 2024. Từ ngày 12 tháng 3 năm 2025, các lực lượng cách mạng hợp nhất thành Chính phủ chuyển tiếp Syria.
Tháng 1 năm 2012, Liên Hợp Quốc cho biết hơn 5.000 người đã bị giết kể từ khi các cuộc biểu tình, phản đối chống lại chính quyền của Tổng thống Bashar al-Assad lần đầu tiên nổ ra hồi cuối tháng 3 năm 2011. Cho đến nay, sau hơn 1 năm, chưa có một nghị quyết Liên Hợp Quốc về Syria nào được thông qua, đều do Nga và Trung Quốc dùng quyền phủ quyết.
Phát ngôn viên của Tổng thống Nga Putin là Dmitry Peskov nhấn mạnh, chính sách của Nga về Syria sẽ không thay đổi vì bất cứ sức ép nào. Ông tuyên bố trên hãng tin Interfax rằng, lập trường của Nga là "rõ ràng, cân bằng, nhất quán và hoàn toàn hợp lý. Do đó, chẳng có gì để tranh cãi về việc Nga thay đổi lập trường dưới sức ép của bất cứ ai".
Lý giải vấn đề này, một số nhà phân tích cho rằng, Syria từ lâu là một trong những đồng minh gần gũi nhất của Nga ở Trung Đông. Đồng thời, "người bạn Syria" cũng là một trong những "khách sộp" của ngành công nghiệp sản xuất vũ khí của Nga; cộng với việc cảng Tartus của Syria hiện là căn cứ hải quân bên ngoài lãnh thổ thuộc Liên Xô cũ duy nhất của Nga.
Xung đột ở Syria kéo dài do có sự bất đồng sâu sắc giữa một bên là các nước phương Tây cùng khối Ả Rập và bên kia là Nga, Trung Quốc và Iran, những nước bảo vệ chính phủ Syria. Cho tới cuối tháng 7 năm 2013 theo như công bố của Liên Hợp Quốc đã có tới 100.000 người chết.
Khoảng 2,6 triệu người Syria đã rời bỏ nước mình và khoảng 4 triệu người đã phải rời bỏ nơi cư trú của mình. Theo các tường thuật của UNICEF trong số những người tỵ nạn có tới 1 triệu trẻ em.. Cuộc khủng hoàng người di cư Syria đã tạo ra một cuộc khủng hoảng nhân đạo mới tại châu Âu. Nghiêm trọng hơn, các tổ chức khủng bố lợi dụng trà trộn vào dòng người di cư để tới khủng bố Châu Âu. Những nguy cơ về an ninh đe dọa làm vỡ kế hoạch nhất thể hóa Châu Âu khi khiến nhiều đảng dân tộc cực đoan, thậm chí phát-xít có tiếng nói lớn hơn trong chính quyền, một số quốc gia như Anh còn có kế hoạch rời khỏi Liên minh châu Âu. Hiện tại, Anh đã và đang gặp phải một số vấn đề chính trị về việc liệu có rời khỏi Liên minh châu Âu sau cuộc trưng cầu dân ý mà đa số người dân đồng ý rời khỏi vào tháng 6 năm 2016.

## Bối cảnh

### Bối cảnh chính trị
Nội chiến là hậu quả của Mùa xuân Ả Rập để lại và là 1 cuộc xung đột trong 1 phần của các cuộc xung đột trong Mùa đông Ả Rập. Nội chiến cũng là hậu quả do các nổi loạn và biểu tình trong đất nước, kèm thêm sự chia rẽ về tôn giáo và sắc tộc tại Syria (Theo thống kê trên Syria thì có: người Syria chiếm 50%, Alawite 15%, Kurd 10%, Levantine 10%, 15% khác (bao gồm Druze, Ismaili, Imami, Assyrian, Turkmen, Armenia) - Tôn giáo: Hồi giáo 87% (chính thức; bao gồm Sunni 74% và Alawi, Ismaili, và Shia 13%), Cơ đốc giáo 10% (chủ yếu của các nhà thờ Cơ đốc giáo phương Đông - có thể nhỏ hơn do người theo đạo Cơ đốc chạy trốn khỏi đất nước), Druze 3% và Do Thái (số ít còn lại ở Damascus và Aleppo).

### Nền kinh tế xã hội
Sự bất bình đẳng trong việc buôn bán tăng khi các chính sách thị trường tự do được Hafez al-Assad khởi xướng trong những năm cuối nhiệm kỳ của ông và sự bất bình đẳng bắt đầu gia tăng nhanh chóng khi mà Bashar al-Assad lên nắm quyền. Chính sách có trọng tâm là lĩnh vực dịch vụ, các chính sách này đã mang lại lợi ích cho một bộ phận thiểu số dân số của quốc gia, chủ yếu là những người có quan hệ với chính phủ và các thành viên của tầng lớp thương nhân Sunni ở Damascus và Aleppo. 
Năm 2010, GDP bình quân đầu người danh nghĩa của Syria chỉ là 2.834 USD (khoảng 64 triệu VNĐ trên 1 năm), tương đương với các nước đang hoặc kém phát triển châu Phi cận Sahara như Nigeria và thấp hơn nhiều so với các nước láng giềng như Lebanon, với tốc độ tăng trưởng hàng năm là 3,39%, thấp hơn hầu hết các nước đang phát triển khác.
Quốc gia này cũng phải đối mặt với tỷ lệ thất nghiệp ở thanh niên đặc biệt cao. Khi bắt đầu chiến tranh, sự bất mãn chống lại chính phủ diễn ra một cách mạnh mẽ nhất ở các khu vực nghèo nàn của Syria, chủ yếu là ở những người theo nhánh hồi giáo Sunni bảo thủ. Những thành phố này bao gồm nhiều người nghèo, chẳng hạn như Dara'a và Homs bao gồm các quận nghèo hơn của các thành phố lớn.

### Hạn hán
Điều này trùng hợp với khi mà đợt hạn hán khốc liệt nhất từng được ghi nhận ở Syria, kéo dài từ năm 2006 đến năm 2011 và dẫn đến mất mùa và thiếu hụt số lượng nông sản trên diện rộng, đẩy giá lương thực tăng cao và sự di cư ồ ạt của các gia đình nông dân đến các trung tâm thành thị, gây sức ép nặng nề lên các thành thị. Cuộc di cư này đã làm căng thẳng và sức nặng lên cơ sở hạ tầng vốn đã bị gánh nặng đè lên bởi dòng chảy chạy nạn của khoảng 1,5 triệu người tị nạn từ Chiến tranh Iraq. Cuộc hạn hán có thể liên quan đến sự nóng lên toàn cầu do mà là kết quả do con người gây ra. Việc cung cấp đủ nước tiếp tục là một vấn đề trong cuộc nội chiến đang diễn ra và nó thường là mục tiêu của các hành động quân sự.

### Quyền con người
Tình hình nhân quyền ở Syria từ lâu đã trở thành chủ đề bị các tổ chức theo dõi nhân quyền toàn cầu chỉ trích dữ dội. Quyền tự do ngôn luận, lập hội và hội họp bị kiểm soát chặt chẽ ở Syria ngay cả trước cuộc nổi dậy. Đất nước được đặt trong tình trạng khẩn cấp từ năm 1963 cho đến năm 2011 và các cuộc tụ tập công khai trên 5 người bị cấm. Lực lượng an ninh có quyền bắt và giam giữ nếu vi phạm. Bất chấp những hy vọng về sự thay đổi dân chủ với Mùa xuân Damascus 2000, Bashar al-Assad được cho là đã không thực hiện được bất kỳ cải tiến nào. Một báo cáo của Tổ chức Theo dõi Nhân quyền được công bố ngay trước khi bắt đầu cuộc nổi dậy năm 2011 nói rằng ông đã không cải thiện cơ bản tình hình nhân quyền kể từ khi nắm quyền.

## Diễn biến

### Biểu tình,bạo loạn (1/2011-4/2011)
- 26 tháng 1 năm 2011, biểu tình bùng nổ.
- 19 tháng 3, hàng ngàn người biểu tình khắp Syria trong những cuộc biểu tình lớn nhất nước này trong mấy thập niên.
- 25 tháng 3, lực lượng an ninh nổ súng vào người biểu tình, giết chết ít nhất 20 người.
- 30 tháng 3, thủ tướng Syria Muhammad Naji al-Otari và nội các từ chức.
- 8 tháng 4, ít nhất 27 người bị giết trong thành phố Daraa miền Nam Syria.
- 22 tháng 4, hơn 70 người chết trong cuộc biểu tình chống chính quyền lớn nhất tại Syria năm nay.
- 25 tháng 4, xe tăng của chính quyền Syria tiến vào Dara'a, khiến 25 người thiệt mạng, trong khi các cuộc biểu tình lan rộng khắp cả nước.

### Các xung đột vũ trang ban đầu, can thiệp bước đầu của quốc tế
- Tháng 7/2011, lực lượng Quân đội Syria Tự do (FSA) được thành lập từ sự hợp nhất của nhiều thành phần phức tạp, cuộc nội chiến ở Syria tạm thời có thể chia thành hai phe: lực lượng nổi dậy và phe của tổng thống Bashar al-Assad, nhưng thực chất đối với nhân dân Syria, đây là một cuộc hỗn chiến phức tạp và tàn bạo.
- Từ tháng 7 đến tháng 10/2011, các cuộc xung đột vũ trang liên tiếp diễn ra, mở đầu cho cuộc nội chiến đẫm máu sau này. Quân FSA liên tục tấn công nhằm vào quân đội chính phủ, cũng như phe chính phủ bị cáo buộc đã hành quyết phe đối lập và thường dân. Tuy nhiên, trong suốt 6 tháng đầu kể từ khi nổ ra xung đột vũ trang, dân thường Syria được xem là ít dính dáng đến các hoạt động chống chính phủ của phe nổi dậy.
- Tháng 8/2011, Tổng thống Mỹ Barack Obama áp dụng các biện pháp trừng phạt chống Syria, đồng thời kêu gọi Tổng thống Assad từ chức.
- 16 tháng 11, Liên đoàn Ả Rập đình chỉ tư cách thành viên của Syria vì tiếp tục đàn áp nổi dậy.

### Xung đột leo thang thành chiến tranh vũ trang quy mô (11/2011-nay)
- Tháng 11/2011, xung đột vũ trang đã leo thang thành chiến tranh giữa hai phe. Cuộc chiến này kéo dài đến tận ngày 12/4/2012, khi hai bên lần đầu tiên đạt được một thỏa thuận ngừng bắn. Tuy nhiên, thỏa thuận trên đã sớm tan vỡ vào ngày 5/5/2012, khi quân nổi dậy tấn công vào quân đội chính phủ trên khắp lãnh thổ Syria, sau đó tuyên bố đã lấy lại thế chủ động phòng thủ.
- Ngày 1/6/2012, tổng thống Bashar al-Assad tuyên bố sẽ đè bẹp mọi cuộc tấn công của quân nổi dậy, từ đây cuộc chiến bắt đầu leo thang ác liệt trên cả nước. Syria chìm trong hỗn loạn.
- Tháng 8/2012, chính phủ Mỹ đã chính thức tuyên bố rằng vũ khí hóa học là “giới hạn đỏ” cho Syria, nếu vượt qua, Mỹ sẽ can thiệp quân sự vào quốc gia này. Pháp và Anh cũng tuyên bố sẽ hành động cứng rắn nếu chính phủ Syria dùng vũ khí hóa học. Kể từ đó, vũ khí hóa học trở thành chủ đề tranh cãi chủ yếu nhất, là nguyên do của hầu hết các chỉ trích qua lại, đe dọa lẫn nhau giữa các bên ủng hộ và chống chính phủ Syria tại Liên Hợp Quốc.
- Từ tháng 7-10/2012, chiến sự diễn ra ác liệt ở Thủ đô Damascus và Aleppo, cả hai bên đều phải chịu nhiều tổn thất nặng nề trong giao tranh và bất chấp một lệnh ngừng bắn đã được thỏa thuận vào dịp lễ Eid al-Adha vào cuối tháng 10/2012, phiến quân nổi dậy vẫn tấn công vào quân chính phủ.
- Ngày 1/11/2012, khi hết hiệu lực của lệnh ngừng bắn, chính phủ Syria đã quyết định không kích ác liệt nhằm tấn công quân nổi dậy nhưng đã vấp phải sự kháng cự mạnh mẽ. Suốt từ tháng 11/2012 đến tháng 3/2013, quân chính phủ nhiều lần bị thất thế, bị quẩn nổi dậy tấn công trên khắp các chiến trường, thậm chí bị đánh chiếm mất các cứ điểm không quân và kho vũ khí quan trọng.
- Tháng 12/2012 Mỹ cáo buộc chính phủ Syria dùng tên lửa đạn đạo SCUD bắn vào quân nổi dậy, tuy vậy, chính phủ vẫn không thể ngăn được quân FSA tiến sâu hơn vào Damascus.
- Ngày 23/12/2012, hãng tin Arab Al Jazeera đã công bố một bản báo cáo không chính thức cho biết có một cuộc tấn công bằng khí gas đã giết chết 7 dân thường ở tỉnh Homs, điều này dấy lên quan ngại về việc vũ khí hóa học đã được sử dụng ở Syria.Tình hình chiến sự tháng 3 năm 2013

Tình hình chiến sự tháng 3 năm 2013

- Ngày 11/1/2013, các nhóm Hồi giáo, bao gồm cả Mặt trận al-Nusra, đã giành toàn quyền kiểm soát căn cứ không quân Taftanaz ở tỉnh Idlib, sau nhiều tuần giao tranh. Căn cứ không quân thường được quân đội Syria sử dụng để thực hiện các cuộc không kích bằng trực thăng và chuyển hàng tiếp tế. Phiến quân tuyên bố đã chiếm được trực thăng, xe tăng và nhiều bệ phóng tên lửa, trước khi buộc phải rút lui trước một cuộc phản công của chính phủ Ba'athist. Lãnh đạo của Mặt trận al-Nusra cho biết số lượng vũ khí mà họ lấy được là vô cùng lớn.
- Ngày 14/2/2013, các chiến binh từ Mặt trận al-Nusra đã giành quyền kiểm soát Shadadeh, một thị trấn ở Tỉnh trưởng Al-Hasakah gần biên giới Iraq.
- Ngày 20/2/2013, một quả bom ô tô đã phát nổ ở Damascus gần trụ sở Chi nhánh Khu vực Ba'ath Syria, giết chết ít nhất 53 người và hơn 235 người bị thương. Không nhóm nào nhận trách nhiệm.
- Ngày 20/2/2013, FSA đưa ra tối hậu thư yêu cầu trong 48 giờ các nhóm phiến quân phải ngừng bắn.
- Ngày 21/2/2013, FSA ở Quasar bắt đầu pháo kích vào các vị trí của Hezbollah ở Lebanon. Trước đó, Hezbollah đã pháo kích vào các ngôi làng gần Quasar từ bên trong Lebanon.
- Ngày 2/3/2013, các cuộc đụng độ dữ dội giữa phiến quân và Quân đội Syria đã nổ ra ở thành phố Raqqa, với nhiều người được cho là đã thiệt mạng ở cả hai bên. Cùng ngày, quân đội Syria giành lại một số ngôi làng gần Aleppo.
- Ngày 3/3/2013, phiến quân đã tràn vào nhà tù trung tâm của Raqqa, cho phép chúng giải thoát hàng trăm tù nhân, theo SOHR.

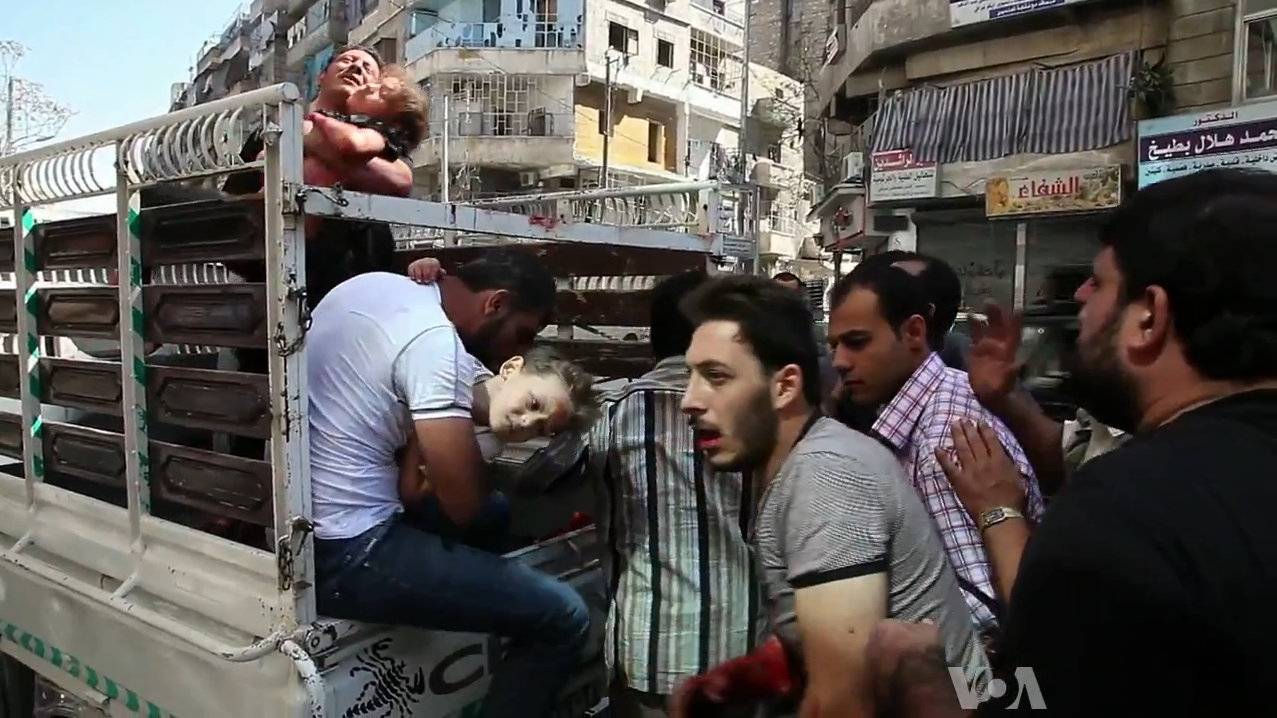
Thường dân bị thương đến một bệnh viện ở Aleppo, tháng 10 năm 2012

### Cáo buộc Syria tấn công hoá học, cục diện chiến trường năm 2013
- Từ năm 2013, CIA dưới chỉ đạo của Tổng thống Obama bí mật triển khai chương trình hỗ trợ cho lực lượng nổi dậy tại Syria. Ban đầu, CIA cung cấp hỗ trợ tài chính và các thiết bị phi sát thương cho các nhóm mà Washington gọi là "ôn hòa". Sau này, CIA cung cấp vũ khí nóng và nhiều thiết bị quân sự tối tân, trong đó có tên lửa chống tăng BGM-71 TOW và các xe thiết giáp.
- Ngày 19/3/2013, một bản báo cáo khác cho biết một tên lửa Scud với đầu đạn hóa học đã được bắn vào huyện al-Assal ở Aleppo và Al Atebeh ở ngoại ô Damascus. Cả hai bên cùng đổ trách nhiệm cho nhau. Trong tháng 7, Nga đã điều tra và đưa ra kết luận đó là loại đạn không chuẩn, đồng thời lên án phe đối lập đã dùng vũ khí này.
- Cho đến tận tháng 4/2013, với sự ủng hộ âm thầm từ nhiều bên, quân chính phủ đã không ngừng tiến hành các cuộc tấn công vào quân nổi dậy, dần lấy lại được thế chủ động trên chiến trường.
- Ngày 13/4/2013, Anh tuyên bố tìm thấy chứng cứ có sử dụng vũ khí hóa học ở Syria thông qua xét nghiệm mẫu đất được vận chuyển từ Syria. Sau đó 10 ngày, tờ New York Times cho biết chính phủ Anh và Pháp đã gửi thư cho Tổng Thư ký LHQ tuyên bố có bằng chứng xác đáng về việc chính phủ ông Assad sử dụng vũ khí hóa học. Israel cũng đưa ra cáo buộc tương tự trong khi tình báo Mỹ mặc dù có nghi vấn nhưng vẫn tuyên bố cần có thêm “nhiều bằng chứng hơn”. Tại thời điểm này, Syria đã không đồng ý cho các thanh sát viên vũ khí của LHQ được điều tra thực hư vấn đề có hay không việc sử dụng vũ khí hóa học ở Syria.Người tị nạn Syria ở Lebanon sống trong những khu nhà chật chội (6 tháng 8 năm 2012)

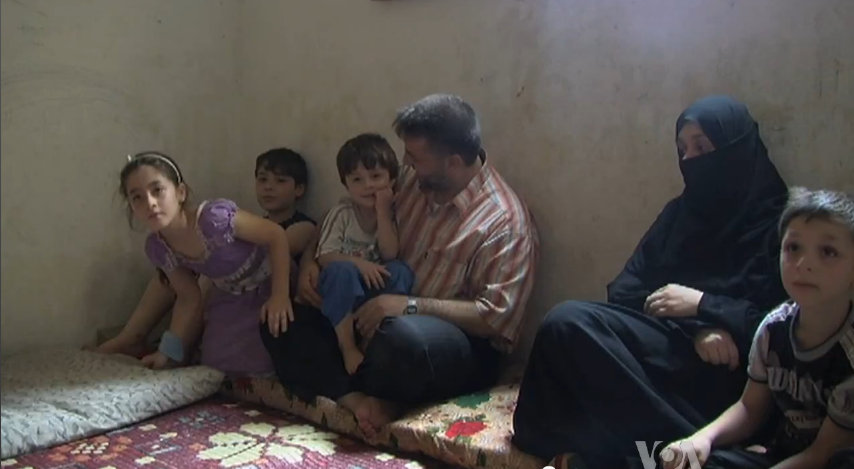
Người tị nạn Syria ở Lebanon sống trong những khu nhà chật chội (6 tháng 8 năm 2012)

- Trong suốt tháng 4 và tháng 5/2013, phương Tây liên tục đưa ra các cáo buộc sử dụng vũ khí hóa học đối với chính phủ của ông Assad nhưng chưa một bên nào đưa ra được bằng chứng thật sự thuyết phục.
- Đầu tháng 6/2013, quân chính phủ đã chiếm lại được ngoại ô Damascus, vùng Al-Quariatayn và tỉnh Homs. Nhưng cũng chính từ đây, phương Tây ngày càng sôi sục với những cáo buộc rằng chính phủ của ông al-Assad đã sử dụng vũ khí hóa học trong giao tranh và một số nước đã "CÔNG KHAI" VIỆN TRỢ CẢ KHÍ TÀI SÁT THƯƠNG VÀ PHI SÁT THƯƠNG CHO PHE NỘI DẬY,ĐỨNG ĐẦU LÀ MỸ,PHÁP VÀ THỔ NHĨ KỲ. Chiến trường Syria vốn đã rất tàn khốc từ đây trở nên đẫm máu hơn bao giờ hết.
- Ngày 13/6/2013, lần đầu tiên Mỹ tuyên bố có bằng chứng xác thực về việc chính phủ Assad đã nhiều lần sử dụng một lượng hạn chế vũ khí hóa học tấn công vào các lực lượng nổi dậy, khiến ít nhất 100 đến 150 người chết. Kể từ đây, Mỹ quyết định bơm viện trợ "chính thức" vũ khí cho phe nổi dậy.
- Đối diện với thái độ sục sôi của phương Tây, Thổ Nhĩ Kỳ và các lực lượng ủng hộ phe đối lập, Tổng thống Bashar al-Assad cương quyết gạt bỏ mọi lời buộc tội và tuyên bố rằng chính phe đối lập mới là những kẻ đang vừa ăn cắp vừa la làng, là những kẻ khủng bố đứng sau mọi màn kịch tấn công hóa học ở Syria. Ông nhiều lần lên tiếng chỉ trích nặng nề Mỹ và các nước phương Tây, kêu gọi “Mỹ hãy bỏ mặt nạ xuống” và không hề mềm mỏng trước những lời đe dọa can thiệp quân sự từ phương Tây cũng như tuyên bố sẽ đáp trả tương xứng và đè bẹp quân nổi dậy bằng những quả đấm thép. Nga, đồng minh thân cận nhất của Syria cũng cho rằng các bằng chứng của Mỹ không có giá trị vì không khách quan, Nga cũng bỏ phiếu chống khi HĐBA nghị sự về việc can thiệp vào Syria. Ngoài Nga, Syria cũng nhận được sự ủng hộ từ Iran và Trung Quốc, đặc biệt là sự hỗ trợ công khai to lớn từ Hezbolla.Tổng số người chết trong suốt cuộc xung đột ở Syria (18 tháng 3 năm 2011 - 18 tháng 10 năm 2013) dựa trên dữ liệu từ Hội đồng Quốc gia Syria.[41]

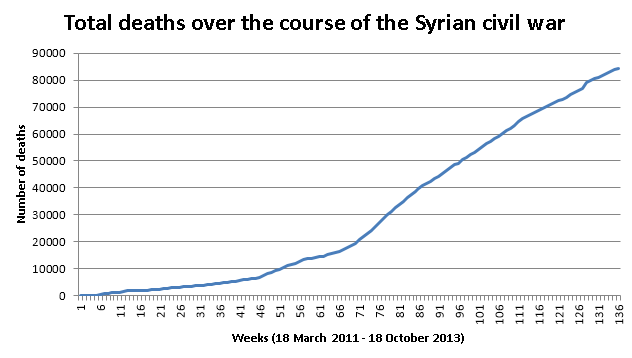
Tổng số người chết trong suốt cuộc xung đột ở Syria (18 tháng 3 năm 2011 - 18 tháng 10 năm 2013) dựa trên dữ liệu từ Hội đồng Quốc gia Syria.

- Theo một số liệu của Liên Hợp quốc, tính đến cuối tháng 6/2013, hơn 100.000 người đã thiệt mạng vì cuộc xung đột suốt hơn 2 năm qua trong đó có đến hơn một nửa là dân thường, hàng triệu người bị xua đuổi và khoảng 1,5 triệu người Syria phải đi tỵ nạn.
- Đầu tháng 7, Nga tuyên bố đã có bằng chứng xác định quân nổi dậy Syria dùng chất Sarin tại vùng Aleppo, và ngay lập tức, Nhà Trắng phản bác rằng, họ chưa tìm thấy bằng chứng nào cho thấy một ai, ngoài chính phủ Assad có đủ khả năng sử dụng vũ khí hóa học ở Syria.
- Tính đến giữa tháng 7/2013, phe chính phủ Syria kiểm soát khoảng 30-40% lãnh thổ, khoảng 60% đang nằm trong tầm kiểm soát của các phe đối lập và chiến sự vẫn ngày càng leo thang trên khắp cả nước. Các lực lượng nổi dậy, người Kurd, và quân đội chính phủ ngày càng trả đũa nhau một cách nặng tay hơn và những vụ thảm sát dân thường cũng ngày càng nhiều hơn.

### Các cáo buộc qua lại về các cuộc tấn công hoá học

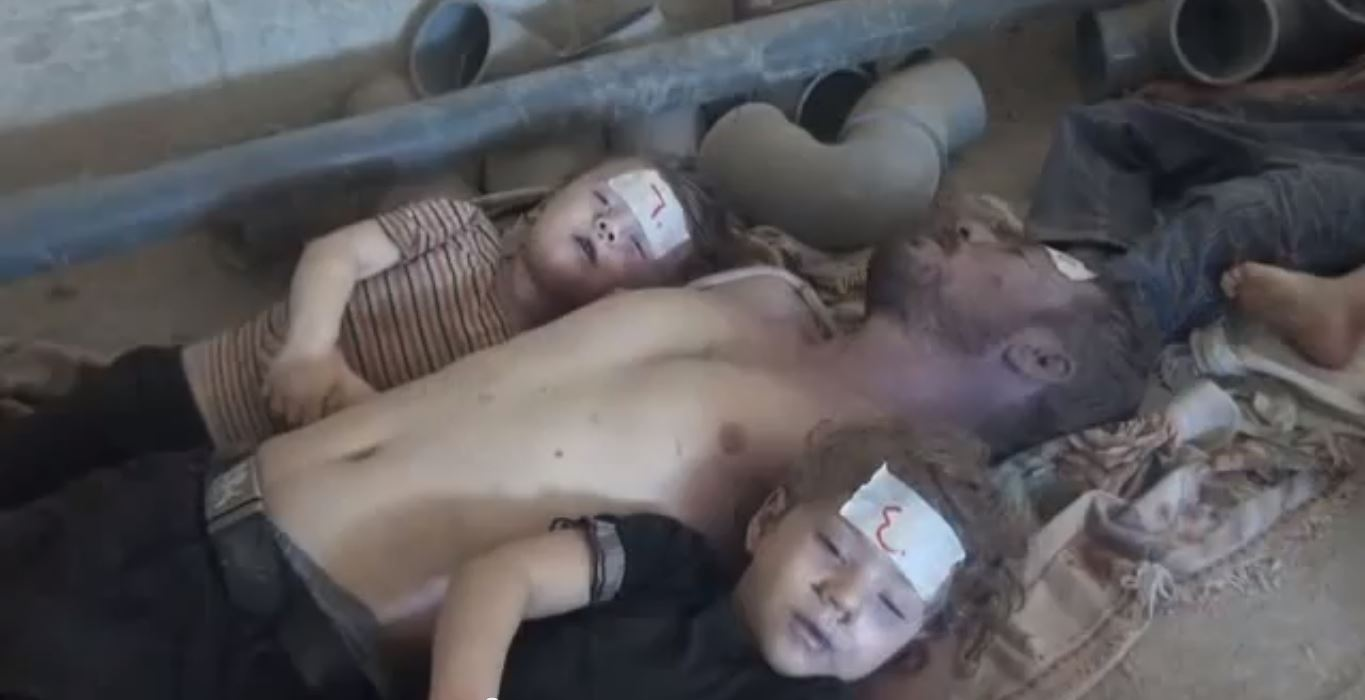
Nạn nhân của vụ tấn công hóa học Ghouta vào tháng 8 năm 2013

- Ngày 5/8/2013, phe đối lập lại cáo buộc chính phủ Assad tiến hành một cuộc tấn công bằng vũ khí hóa học ở ngoại ô Damascus có kèm theo video nhưng phải đến tận 21/8, vụ việc mới lên đến đỉnh điểm khi một cuộc tấn công bằng vũ khí hóa học thần kinh đã xảy ra khiến ít nhất 1300 người (theo số liệu của SNC) bị thiệt mạng, trong đó có rất nhiều trẻ em và phụ nữ. Vụ tấn công dã man trên đã khiến cả thế giới rúng động, các nước ủng hộ phe đối lập sục sôi, phương Tây và Mỹ lập kế hoạch, cân nhắc được mất, chuẩn bị sẵn sàng can thiệp vào Syria. Trong khi đó, ở trong nước, hai phe đối lập tiếp tục đổ trách nhiệm qua lại cho nhau bằng những lời lẽ đanh thép và nặng nề, và giữ nguyên lập trường của mình, Nga vẫn ủng hộ chính phủ của ông Assad. Tuy nhiên, theo phân tích của các chuyên gia quốc tế, cả phe chính phủ Syria (Tổng thống Assad) và phe đối lập nổi dậy (FSA) đều “không dại mà sử dụng vũ khí hóa học” tại thời điểm này vì họ không thu được lợi lộc gì từ cuộc tấn công. Một giả thuyết được đặt ra rằng, rất có thể đã xuất hiện một “bên thứ 3”, một tổ chức Hồi giáo cực đoan nào đó, đã làm việc này.
- Ngày 25/8, chính phủ Syria đồng ý cho các thanh sát viên vũ khí của Liên Hợp Quốc tiến hành thị sát để điều tra về vụ việc hôm 21/8. Tại đây, các thanh sát viên đã thu thập được nhiều bằng chứng giá trị nhưng sau 1,5 giờ, chính phủ Syria đã lệnh cho đoàn thanh sát viên dời đi vì lý do an toàn, còn 6 địa điểm khác trong vụ tấn công mà các thanh sát viên chưa tiếp cận được. Ngoài vũ khí hóa học, phe đối lập, các nước phương Tây ủng hộ phe đối lập và Mỹ cũng lên án chính phủ Syria sử dụng bom chùm và tên lửa đạn đạo Scud - những loại vũ khí bị hạn chế - trong giao tranh, gây thương vong lớn cho dân thường.
- Cuộc chiến ở Syria là một cuộc nội chiến vô cùng phức tạp trong đó cả hai bên tham chiến đều không có bên nào thực sự coi trọng mạng sống của dân thường Syria. Bên cạnh quân chính phủ, rất nhiều cáo buộc được đưa ra buộc tội quân nổi dậy đã tàn sát dã man dân thường, hành quyết những người ủng hộ chính phủ và giết hại những người vô tội chỉ vì khác giáo phái hay sắc tộc.
- Mỹ và các nước đồng minh cũng bị lên án đã tiếp tay cho “lực lượng khủng bố” trà trộn trong quân nổi dậy Syria tàn sát dân thường. Thậm chí, dư luận còn dấy lên những nghi ngờ về việc CIA đào tạo quân nổi dậy FSA, cũng như đặt dấu hỏi lớn về việc những vũ khí hóa học sử dụng tại Syria thực chất có nguồn gốc từ đâu và ai mới là người đứng sau tất cả những vụ tấn công đẫm máu vô nhân đạo này.

### Sự nổi dậy củaTổ chức Nhà nước Hồi giáo tự xưng IS, năm 2014
- Trước sự trỗi dậy của tổ chức Nhà nước Hồi giáo (IS) tự xưng, Washington quyết định can dự sâu hơn vào chảo lửa Syria. Ngày 22/9/2014, các lực lượng Mỹ và đồng minh lần đầu tiên mở chiến dịch không kích vào lãnh thổ Syria, với mục tiêu là cơ quan chỉ huy và các vị trí đóng quân của IS. Cuộc không kích với sự ra quân của tiêm kích F-22 Raptor, F-18 và tên lửa Tomahawk đã tiêu diệt khoảng 70 phần tử IS.
- Tháng 3/2015, YPG và FSA với sự hỗ trợ hỏa lực không quân của Mỹ đã đánh bật các chiến binh cuối cùng của IS khỏi thành phố Kobani, vị trí chiến lược quan trọng tại phía bắc Syria. Chiến dịch kéo dài 6 tháng tại Kobani là chiến thắng lớn đầu tiên của liên minh quân sự quốc tế do Mỹ dẫn đầu, cho thấy khả năng thắng lợi trước lực lượng IS trên chiến trường Syria.
- Từ 9/2015 Nga bắt đầu chiến dịch không kích ở Syria đáp lại lời đề nghị của chính quyền Tổng thống al-Assad về việc hỗ trợ quân sự chống các nhóm nổi dậy và khủng bố.

### Liên bang Ngachính thức bước đầu can dự vào Syria (24/11/2015-nay)
- 24 tháng 11 năm 2015 Nga bắt đầu các hoạt động quân sự trên bộ tai Syria để trợ giúp chính quyền Assad chống lại nhóm khủng bố Nhà nước Hồi giáo (IS) trong khi Thổ Nhĩ Kỳ bắn rơi 1 máy bay Su-24 của Nga khiến 1 phi công thiệt mạng, một sĩ quan cứu hộ bị phiến quân giết hại[42]
- 26 tháng 11 năm 2015, Nga bắt đầu triển khai tên lửa phòng không S-400 khiến máy bay Thổ Nhĩ Kỳ không còn xâm phạm không phận Syria[43]
- 15 tháng 3 năm 2016, Nga bắt đầu rút một phần lực lượng khỏi Syria[44]
- 17 tháng 3, Tổng thống Nga Putin tuyên bố Nga chỉ cần vài giờ để tái triển khai lực lượng ở Syria[45]
- 27 tháng 3 năm 2016, Quân đội Chính phủ Syria, Lực lượng vũ trang địa phương và các đơn vị tình nguyện, được sự yểm trợ của Không quân Nga, đã giải phóng hoàn toàn thành phố cổ Palmyra trên trung tâm của sa mạc Syria khỏi tay nhóm khủng bố Nhà nước Hồi giáo[46][47][48][49]

### Mỹ tăng cường hiện diện, cục diện năm 2016

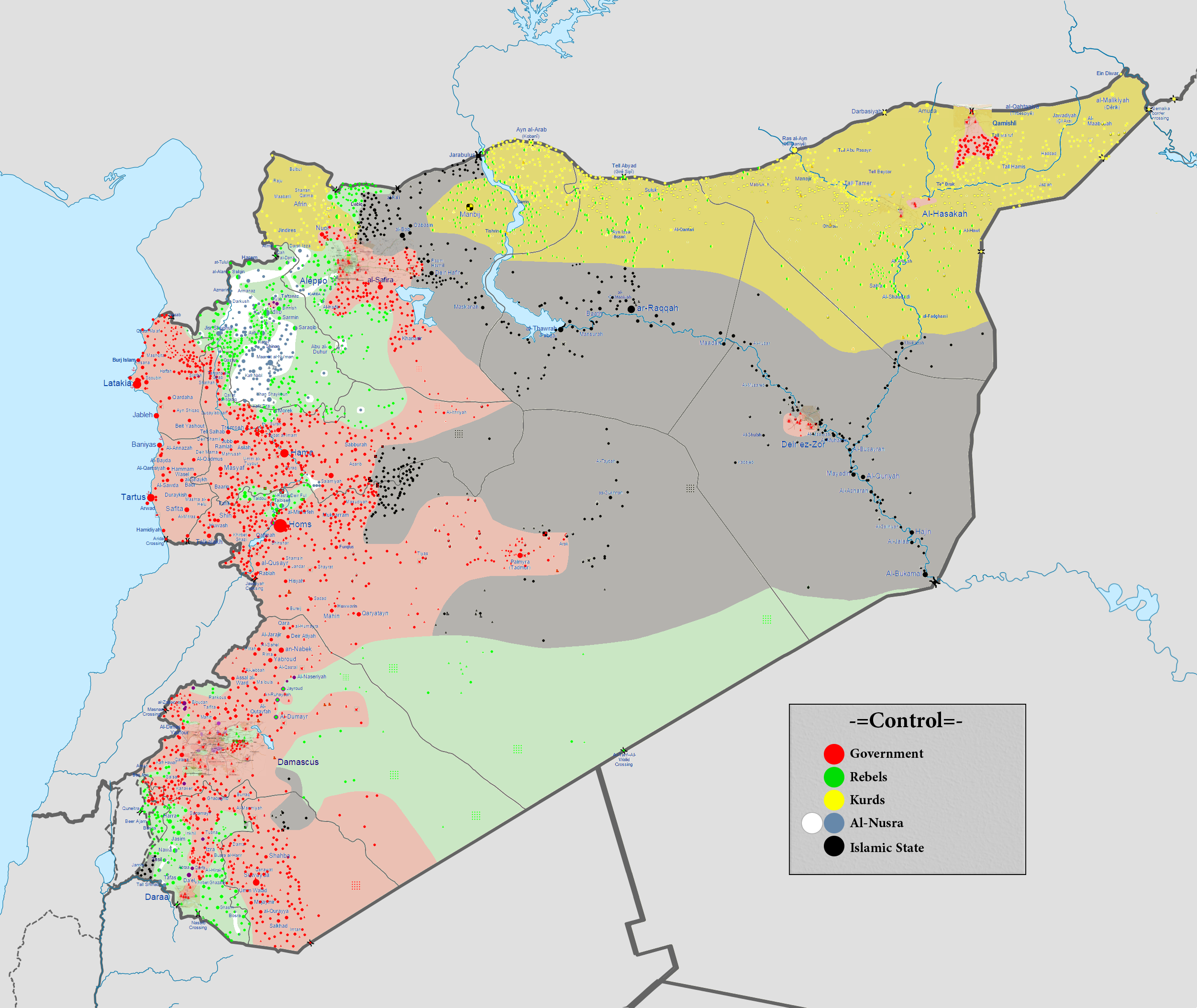
Tình hình chiến sự tháng 8 năm 2016

Bản đồ các quốc gia xung quanh Syria (màu đỏ) có sự tham gia của quân đội
Các quốc gia ủng hộ chính phủ Syria
Các quốc gia ủng hộ quân nổi dậy Syria
Các quốc gia bị chia rẽ trong sự ủng hộ của họ

- Tháng 5/2016, lần đầu tiên Mỹ thừa nhận triển khai lực lượng mặt đất thường trực trên chiến trường Syria và trực tiếp tham gia chiến đấu.
- Ngày 6/11/2016, liên minh quân sự do Mỹ dẫn đầu mở màn chiến dịch Raqqa, tấn công vào thành phố được coi là thủ đô của IS.
- Vào giữa tháng 12, ISIL tung ra một cuộc tấn công vào Palmyra[50],cuối cùng kiểm soát hoàn toàn thành phố khi quân đội Syria rút lui[51]. ISIL bắt đầu tiến về phía tây từ Palmyra đến Căn cứ Không quân Quân sự Tiyas (còn gọi là căn cứ không quân Al-Taifor và T4) sau khi chiếm được thành phố[52].Các cuộc đụng độ tiếp tục quanh căn cứ không quân cho đến cuối tháng 12[53], khi cuộc tấn công của ISIL đã bị đẩy lùi[54].

### Năm 2017
Vào đầu tháng 1 năm 2017, ISIL đã rút lui khỏi các khu vực xung quanh sân bay.
- Vào ngày 2 tháng 3 năm 2017, quân đội Syria đã thành công trong việc thu hồi lại thành phố Palmyra sau khi Nhà nước HồI giáo ISIL rút khỏi thành phố.
- Ngày 6/4/2017, Mỹ bắn 59 tên lửa nhắm vào các vị trí của quân đội chính phủ Syria. Tổng thống Mỹ Donald Trump tuyên bố đây là đòn đáp trả vụ tấn công vũ khí hóa học tại Khan Saykhun mà Washington cáo buộc do lực lượng của Tổng thống Assad tiến hành. Đây là lần đầu tiên quân đội Mỹ trực tiếp tấn công lực lượng chính phủ Syria.
- Ngày 11/4/2017 Tổng thống Nga Vladimir Putin nói Moscow biết được những âm mưu làm giả hiện trường tấn công vũ khí hoá học để dẫn dụ Mỹ tiếp tục tiến hành không kích Syria. “Tôi đã nói với ông Mattarella rằng cuộc tấn công khiến tôi ngay lập tức nhớ tới năm 2003, khi đại diện Mỹ một mực khẳng định ở Hội đồng Bảo an rằng họ có thông tin về vũ khí hủy diệt hàng loạt ở Iraq. Một chiến dịch quân sự hùng hậu được phát động ngay sau đó và hậu quả là một đất nước bị tàn phá. Chủ nghĩa khủng bố cũng từ đó gia tăng, điển hình là sự ra đời của phiến quân IS”, đài RT dẫn lời ông Putin.
- Ngày 13/4/2017, Bộ Chỉ huy Trung tâm Mỹ cho biết một cuộc không kích nhầm ở miền bắc Syria hôm 10/4 đã giết chết 18 binh sĩ của lực lượng đồng minh.
- Cùng ngày quân đội Syria cáo buộc cuộc không kích trước đó của Mỹ và đồng minh nhằm vào IS đã làm rò rỉ một nguồn khí gas, gây phán tán chất độc khiến hàng trăm người thiệt mạng."Ấn tượng của chúng tôi là Mỹ 'liên kết' với những kẻ khủng bố", Tổng thống Assad nói với AFP trong cuộc phỏng vấn độc quyền. Ông cũng khẳng định vụ tấn công hóa học tại Syria hôm 4/4 là "bịa đặt 100%".
- Ngày 20/4/2017 một quan chức quân sự cấp cao Israel nói với AP rằng cộng đồng tình báo nước này khẳng định các lãnh đạo quân đội Syria đã ra lệnh vụ tấn công ngày 4/4. Thậm chí, vị này nói tình báo Israel ước tính ông Syria vẫn sở hữu vũ khí hạt nhân với khối lượng từ “một đến ba tấn”.
- Ngày 19/6/2017, tiêm kích F/A-18E/F Super Hornet của Mỹ bắn hạ cường kích Su-22 của quân đội chính phủ Syria.
- Ngày 23/6/2017 Nga cho hay hai tàu chiến Admiral Essen và Admiral Grigorovich cùng tàu ngầm Krasnodar của Nga ở khu vực phía đông Địa Trung Hải đã phóng 6 quả tên lửa Kalibr vào các trung tâm chỉ huy và kho chứa vũ khí của Nhà nước Hồi giáo tự xưng (IS) ở tỉnh Hama, Syria.
- Ngày 23/08/2017, cuộc không kích của Nga nhằm vào Nhà nước Hồi giáo (IS) tự xưng ở Syria đã phá hủy khoảng 20 phương tiện trang bị vũ khí cỡ lớn và đạn pháo, tiêu diệt hơn 200 phiến quân.
- Ngày 28/9/2017, các chiến binh IS đã mở cuộc tấn công vào lực lượng quân đội và dân quân ủng hộ chính phủ Syria khiến 58 người thiệt mạng.
- Ngày 7/10/2017,2 tàu ngầm Kilo của Nga ở Địa Trung Hải phóng 10 tên lửa hành trình Kalibr phá hủy nhiều mục tiêu quan trọng của IS ở tỉnh Deir ez-Zor, Syria.
- Ngày 31/12/2017,Ít nhất 7 máy bay chiến đấu của Nga bị phá hủy trong cuộc tấn công bằng cối của phiến quân vào căn cứ không quân Hmeymim ở Syria.Cụ thể gồm 4 cường kích Su-24, 2 tiêm kích Su-35S và một máy bay vận tải An-72. Một kho đạn bị phá hủy và 10 binh sĩ bị thương.

### Nửa đầu năm 2018 và các nỗ lực ngưng bắn không thành
- Ngày 24/2/2018 theo BBC, Hội đồng Bảo an đã thông qua một nghị quyết yêu cầu tất cả các lực lượng tại Syria ngừng bắn kéo dài 30 ngày áp dụng trên toàn Syria, bao gồm cả ở Đông Ghouta, tâm điểm các cuộc tấn công trong tuần qua. Tuy nhiên, các nhóm chiến binh IS, tổ chức al-Qaeda, Mặt trận al-Nursa và các chân rết của chúng không phải là đối tượng được hưởng lệnh ngừng bắn. Lệnh ngừng bắn nhằm mở đường cho các hoạt động cứu trợ nhân đạo sẽ được thực thi ngay và không bị trì hoãn.
- Ngày 22/4/2018 trong một báo cáo mật, một ủy ban của Liên Hợp Quốc đã kết luận rằng Triều Tiên đang cố che đậy hoạt động giúp đỡ của nước này với cơ quan trực thuộc chính phủ Syria chịu trách nhiệm sản xuất vũ khí hóa học và tên lửa tiên tiến. Trong khi Triều Tiên đã bị Mỹ xiết chặt cấm vận đến mức tối đa.
- Ngày 8/4/2018, một vụ tấn công được cho là sử dụng vũ khí hóa học xảy ra tại Đông Ghouta, ngoại ô thủ đô Damascus của Syria, khiến 42 người thiệt mạng. Mỹ và phương Tây cáo buộc lực lượng chính phủ Syria đứng sau vụ tấn công vào khu vực nằm dưới sự kiểm soát của lực lượng nổi dậy do Mỹ hậu thuẫn.

### Liên quân Mỹ, Anh, Pháp tấn công Syria (13/4/2018) theo cáo buộc tấn công vũ khí hoá học
- Ngày 13/4/2018, liên quân Mỹ - Anh - Pháp ồ ạt không kích Syria bằng 105 tên lửa các loại. Washington tuyên bố cuộc tấn công nhắm vào các vị trí có liên quan tới vụ tấn công hóa học ở Đông Ghouta, gồm các cơ sở sản xuất và lưu trữ vũ khí hóa học. Phương Tây tuyên bố chiến dịch thành công khi phá hủy hoàn toàn các mục tiêu. Trong khi đó, Syria cho biết họ bắn hạ 13 trong tổng số 105 tên lửa của liên quân.
- Nga cáo buộc các tổ chức thân Mỹ dàn dựng giả các cuộc tấn công hoá học (4/2018-8/2018)
- Ngày 16/4/2018, đặc phái viên Nga tại OPCW Alexander Shulgin ra thông cáo tố Mũ Bảo hiểm Trắng dùng ngân quỹ của Mỹ để dàn dựng vụ tấn công vũ khí hóa học tại Đông Ghouta.
- Ngày 4/5/2018, theo đài CBS của Mỹ, Bộ Ngoại giao nước này đang xem xét việc ngừng cung cấp tài chính cho tổ chức Mũ Bảo hiểm Trắng. Theo giới chuyên gia, việc Mỹ xem xét lại việc cung cấp tài chính cho Mũ Bảo hiểm Trắng nảy sinh từ sau khi nhóm này tung ra một video về một vụ tấn công hóa học bị cáo buộc ở thị trấn Douma ngày 7/4, khiến liên quân Mỹ, Anh, Pháp không kích nhằm vào chính quyền Tổng thống Syria Assad.
- Sau đó, ngày 28/8/2018, Nga thông tin đến toàn thế giới cho biết "Tổ chức mũ bảo hiểm trắng" vận chuyển hai xe tải đã chở một lượng lớn chất độc hóa học từ ngôi làng Afs đến thành phố Saraqib để chuẩn bị dàn dựng một vụ tấn công hóa học rồi sau đó đỗ lỗi cho Chính phủ Syria đã dùng chất độc sát hại người dân. Niềm tin vào tổ chức này sụp đổ.

Tình hình chiến sự tháng 7 năm 2020

### Chiến sự 9/2018-nay
- Ngày 17/9/2018, một máy bay Il-20 của Nga chở theo 15 người biến mất khỏi màn hình radar tại địa điểm gần căn cứ không quân Hmeymim ở Syria. Bộ Quốc phòng Nga cho biết hệ thống phòng không S-200 từ thời Liên Xô của Syria đã nhầm lẫn bắn rơi máy bay này trong lúc đối đầu với 4 chiến đấu cơ của Israel. Moscow khẳng định Israel đã cố tình dùng máy bay Nga làm lá chắn và quy trách nhiệm cho Israel trong vụ việc. Sau đó Nga đường đường chính chính đem hệ thống phòng thủ S300 đến triển khai ở Syria để củng cố hệ thống phòng thủ của nước này.
- Ngày 19/12/2018, Tổng thống Trump tuyên bố "đã đánh bại IS ở Syria" và cho biết tất cả quân đội Mỹ ở Syria "sẽ quay trở lại và họ sẽ quay trở lại ngay lập tức".
- Ngày 7/1/2019, tổng thống đã sửa đổi "ngay lập tức" thành "rời đi với tốc độ thích hợp trong khi đồng thời tiếp tục chiến đấu với IS".